# (400309) Ralfhofner
(400309) Ralfhofner ist ein Asteroid des Hauptgürtels, der am 14. Oktober 2007 von Martin Fiedler vom Astroclub Radebeul e.V. an der Volkssternwarte Adolph Diesterweg in Radebeul entdeckt wurde.
Der Asteroid wurde am 22. Februar 2016 nach dem Amateurastronomen Ralf Hofner (1960–2014), Gründer des Herzberger Teleskoptreffens, benannt.